# Ixora funckii
Ixora funckii är en måreväxtart som beskrevs av Herbert Fuller Wernham. Ixora funckii ingår i släktet Ixora och familjen måreväxter. Inga underarter finns listade i Catalogue of Life.